# Osteolaemus
Osteolaemus — рід плазунів з родини крокодилових.

## Види
Допустимими визнаються такі види:
| Зображення | Наукова назва                     | Розповсюдження                |
| ---------- | --------------------------------- | ----------------------------- |
|            | Osteolaemus osborni Schmidt, 1919 | Демократична Республіка Конго |
|            | Osteolaemus tetraspis Cope, 1861  | Сенегал, Уганда та Ангола     |